# Cheiranthera alternifolia
Cheiranthera alternifolia är en tvåhjärtbladig växtart som beskrevs av E.M. Bennett. Cheiranthera alternifolia ingår i släktet Cheiranthera och familjen Pittosporaceae. Inga underarter finns listade.